# Jean Aerts
Pour les articles homonymes, voir Aerts.
Jean Aerts, né le 8 septembre 1907 à Laeken et mort le 15 juin 1992 à Bruges, est un coureur cycliste sur route et sur piste belge.

## Biographie
Il court pour la première fois dans une épreuve de kermesse (70 kilomètres) en Belgique et fait une chute lui occasionnant une légère blessure au front. Après cet accident, il suit son oncle Émile Aerts à Paris, en 1927, et dispute différents interclubs sous les couleurs du Lutèce Sportif.
Il est champion du monde sur route amateur en 1927. Professionnel de 1928 à 1943, il remporte Paris-Bruxelles en 1931, le championnat du monde sur route professionnel en 1935,  le championnat de Belgique sur route en 1936, et douze étapes du Tour de France. Jean Aerts dirige l’équipe belge du Tour de France entre 1958 et 1960 avant de devenir le pilote du célèbre reporter de la radio belge (RTBF), Luc Varenne.

## Palmarès

### Palmarès amateur
- 1926
  - 2e du championnat de Belgique sur route amateurs
- 1927
  -  Champion du monde sur route amateurs
  -  Champion de Belgique sur route amateurs
  - La Haye-Bruxelles
  - Grand Prix Egg-Tiberghien[2]
- 1928
  -  Champion de Belgique sur route amateurs
  -  Médaillé de bronze du championnat du monde sur route amateurs

### Palmarès professionnel
- 1929
  - 1re, 3e, 4e, 5e et 7e étapes du Tour de Catalogne
  - Circuit de la Chalosse
  - 2e du Tour de Catalogne
  - 6e de Paris-Roubaix
  - 7e de Paris-Tours
- 1930
  - 6e étape du Tour de France
  - Grand Prix du Marthonnais
  - 2e du Grand Prix de la Tribune Républicaine
  - 3e du Tour du Pays basque
  - 6e de Paris-Roubaix
  - 7e de Paris-Tours
  - 8e de Paris-Bruxelles
- 1931
  - Paris-Bruxelles
  - Circuit du Midi
  - 3e du Tour des Flandres
- 1932
  - 1re étape du Tour de France
  - Prix Goullet-Fogler (avec Omer Debruyckere)
  - 2e de Paris-Belfort
  - 2e du Circuit du Morbihan
  - 4e de Paris-Roubaix
  - 4e du Tour des Flandres
  - 5e de Paris-Bruxelles

- 1933
  - Tour de Belgique :
    - Classement général
    - 2e, 3e et 5e étapes

  - 2e étape de Paris-Nice
  - 4e, 15e, 17e, 19e, 20e et 21e étapes du Tour de France
  - 7e de Paris-Nice
  - 9e du Tour de France
- 1934
  - Paris-Boulogne-sur-Mer
  - 7e étape du Tour de Suisse
- 1935

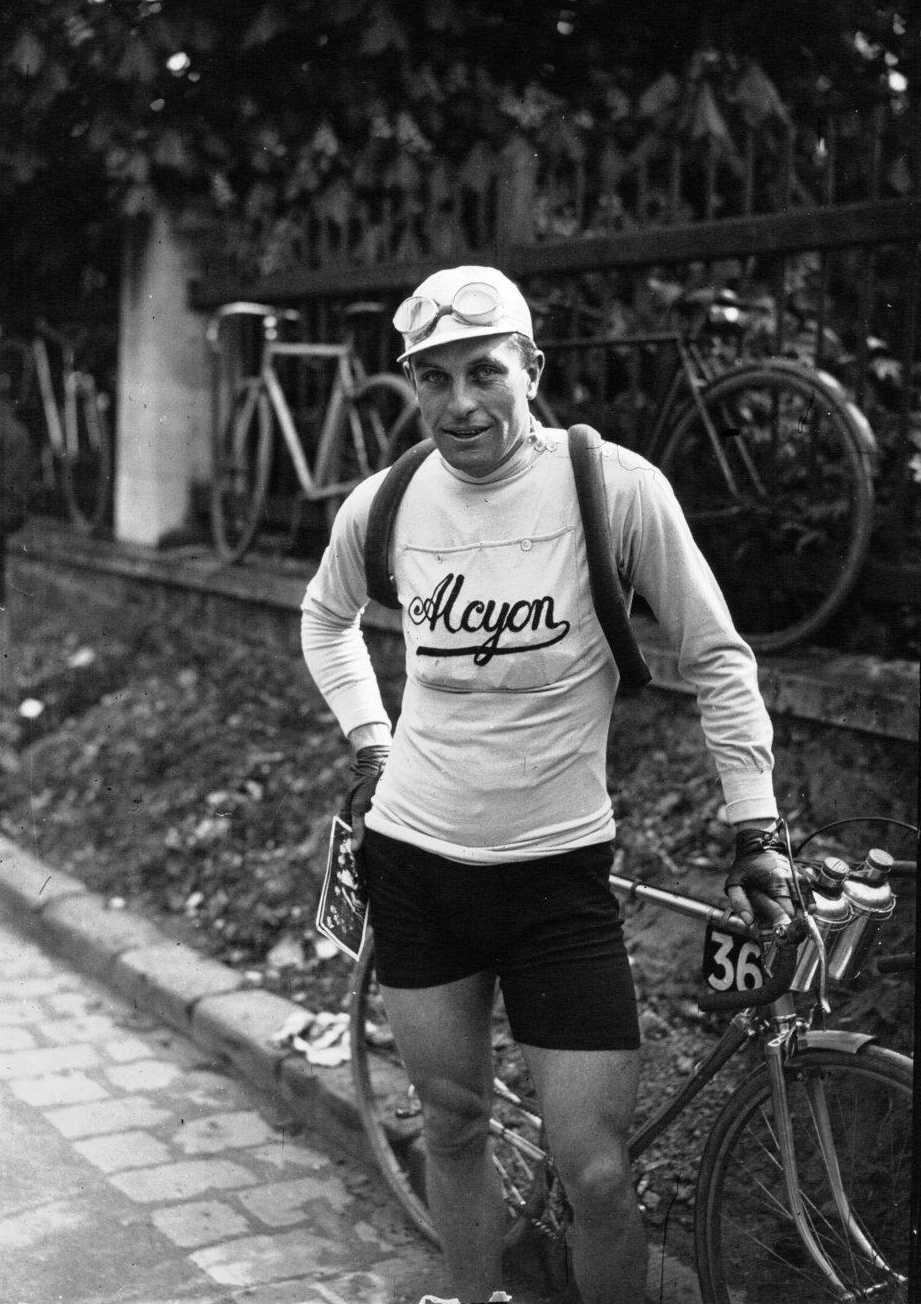
Jean Aerts lors de Paris-Tours 1934

  -  Champion du monde sur route
  - 4e, 8e, 10e et 19eb étapes du Tour de France
  - Paris-Vichy
  - 3e de Paris-Roubaix
- 1936
  -  Champion de Belgique sur route
  - 6e de Paris-Tours

## Résultats sur le Tour de France
5 participations
- 1929 : abandon (10e étape)
- 1930 : abandon (13e étape), vainqueur d'étape
- 1932 : 13e, vainqueur d'étape,  maillot jaune pendant un jour
- 1933 : 9e, vainqueur de six étapes
- 1935 : 29e, vainqueur de quatre étapes

## Palmarès sur piste

### Six jours
- Six jours de Bruxelles en 1937 avec Omer De Bruycker
- Six jours de New York en 1937 avec Omer De Bruycker

### Championnats de Belgique
- 1941
  -  Champion de Belgique de demi-fond
- 1942
  -  Champion de Belgique de demi-fond

### Autres compétitions
- 1936
  - Prix Dupré-Lapize (avec Camiel Dekuysscher)
  - Prix du Salon (avec Gustave Danneels)
  - Prix Hourlier-Comès (avec Albert Buysse)